# Julius Aegidius von Negelein
Julius Aegidius von Negelein (* 6. Januar 1706 in Weßlienen; † 19. November 1772 in Königsberg i. Pr.) war preußischer Hofgerichtsvizepräsident.

## Leben
Julius Aegidius von Negelein war ein Sohn des preußischen Geheimen Kommerzienrat Christoph Aegidius von Negelein (1668–1746) und der Juliana, geb. Guenther († nach 1752).
Er schrieb sich 20. Januar 1721 für die Rechtswissenschaften an der Albertus-Universität Königsberg ein. Mit der Nobilitierung seines Vaters am 19. August 1724 gelangte auch er in den preußischen Adelsstand. 1725 war er bereits Auditeur, seit 3. August dann extraordentlicher Hofgerichtsrat. Am 6. Mai bzw. 22. Juli 1728 avancierte er zum ordentlichen Hofgerichtsrat. Im Februar 1749 erhielt er eine positive Beurteilung, in der er als ungemein fertig und von geschwindem Begriffsvermögen beschreiben wurde. Er arbeite mit viel Lust, hieß es zudem. Seit 30. April 1753 war er Tribunalsrat und rückte am 26. September 1766 auf die Stelle des verstorbenen Reinhold Friedrich von Sahme (1682–1753), mit der Bestallung als Vizepräsident des Hofgericht auf. Er war auch Amtsverweser zu Brandenburg. Sein Nachfolger wurde Victor Friedrich Gottlieb von Biedersee (1747–1819).
Bereits im August 1733 hatte er sich mit Esther Maria von Massenbach a.d.H. Stuthenen (1716–1898) vermählt. Aus der Ehe sind zwei Söhne und die Tochter Maria Juliane von Negelein (1738–1785); ⚭ 1763 Julius Wilhelm Albrecht von Ostau (1738–1808), preußischer Landrat und Landesdirektor, hervorgegangen.

## Werke
- De Finibus Politices Et Jurisprudentiæ : Occasione Triti Illius, Ubi Desinit Politicus, Ibi Incipit Jurisconsultus. 1721 (mit: Philipp Richard Schroeder)
- De iure succini in regno Borussiae. 1722 (mit: Philipp Richard Schroeder)
- De figura telluris ad sensum sphaerica. 1724 (mit: Christoph Langhansen)